# Claudia Andujar
Claudia Andujar (née Claudine Haas, puis Claudia Haas), née à Neuchâtel, en Suisse, le 12 juin 1931, est une photographe et photojournaliste brésilienne d'origine suisse et hongroise. Elle est connue pour son soutien politique au peuple Yanomami, au Brésil.

## Biographie
Claudine Haas naît à Neuchâtel, en Suisse, le 12 juin 1931. Son père, Siegfried Haas, est hongrois, d'origine juive ashkénaze, et sa mère, Germaine Guye, est une suissesse protestante. Elle passe une partie de son enfance dans la maison de son père en Transylvanie, à Nagyvárad, ville de l'actuelle Roumanie,.
En 1940 (9 ans), ses parents se séparent et elle reste auprès de son père. Mais, un an avant la fin de la seconde guerre mondiale, il est envoyé, lui et les autres membres de sa famille dans des camps de concentration où ils succombent. Claudine s'enfuit avec sa mère, en Suisse, dans sa ville natale. Moins de deux ans après la mort de son père et l'installation avec sa mère, Claudine quitte la Suisse pour s'installer à New York où elle est accueillie par un oncle paternel. Elle commence des études de sciences humaines au Hunter College.
En 1949 (à 18 ans), Claudia Haas se marie à un réfugié espagnol : Julio Andujar. Moins d'un an après ils se séparent mais elle décide de conserver sa nouvelle identité, Claudia Andujar, pour, espère-t-elle, solder son passé. Claudia commence la peinture, inspirée par l'expressionnisme abstrait puis, elle travaille au siège de l'ONU comme guide.
En 1955, à 24 ans, Claudia apprend de façon fortuite que sa mère vit encore, et s’est exilée au Brésil. Elle rejoint sa mère au Brésil un an plus tard, en 1956, et s'installe à São Paulo.
Claudia commence à s'intéresser à la photographie et parcourt l'Amérique latine. Elle se rend pour la première fois  dans la région centrale du Brésil où elle photographie les Indiens Karaja : « first self-assigned project » (« mon premier projet d'auteure »). Elle se remarie avec le photographe George Love. Elle prend la nationalité brésilienne en 1971.

## Activités professionnelles et actions en faveur du peuple Yanomami
Un projet sur le peuple Carajà au centre du Brésil l'a menée à une carrière dans le photojournalisme. Son travail a paru dans divers magazines, notamment Life, Look, Fortune, Aperture, Realidade et Claudia.
Claudia Andujar a documenté la culture des Yanomami au fil des ans, notamment dans son livre intitulé Yanomami: The House, The Forest, The Invisible, publié en 1998. Les Yanomami avaient eu peu de contacts avec le monde extérieur, mais, au cours des années 1980, un afflux de mineurs d’or illégaux dans cette région aggrave les problèmes de santé du peuple yanomami, et 20 % de la population meurt des effets d'une épidémie de paludisme et d'intoxication au mercure. Claudine Andujar joue un rôle important dans la création de la commission pour la création d'un parc, qui crée une zone protégée de 96 000 km2 réservée aux Yanomami.
Son activité est soutenue par deux bourses Guggenheim en 1971 et 1977.
Ses œuvres sont conservées dans les collections de plusieurs musées, notamment le Museum of Modern Art de New York et à la George Eastman House de Rochester. Elle a réalisé deux exposition à l'Instituto Moreira Salles, à l'IMS de Rio de Janeiro en 2015, au Museum für Moderne Kunst de Francfort en 2017, et à l'IMS São Paulo en 2018. L'Institut Inhotim à Brumadinho consacre une galerie à ses photos, et la fondation Cartier lui consacre une exposition en 2020,,.

## Exposition
- Claudia Andujar, La Lutte Yanomami, du 30 janvier au 13 septembre 2020, Fondation Cartier pour l'art contemporain, Paris
- Claudia Andujar - Der Überlebenskampf der Yanomami, du 23 octobre 2021 au 13 février 2022, Fotomuseum Winterthur[20]

## Publication
- Claudia Andujar, La Lutte Yanomami, Textes de Claudia Andujar, Thyago Nogueira, et Bruce Albert, Édition Fondation Cartier pour l’art contemporain, Paris, 2020,  (ISBN 978-2-86925-153-3)

## Distinctions
- 2000 : Lannan Cultural Freedom Prize, pour son travail de représentation et de soutien au peuple Yanomani[8],[21].
- 2008 : Ordem do Mérito Cultural[22].
- 2018 : Médaille Goethe pour son travail novateur avec les Yanomami[23],[24].